# Harriet Lane
Harriet Lane, född 9 maj 1830, död 3 juli 1903, var USA:s första dam 1857-1861. Hon var systerdotter till president James Buchanan. Han var ungkarl och lät den föräldralösa Harriet fungera som värdinna i Vita huset.
Hon har beskrivits som en rollmodell för de moderna first ladies. Hon fungerade som en charmerande och diplomatisk värdinna och gav sitt offentliga stöd till olika välgörenhetsfrågor. Hennes kläder kopierades och flera skepp fick sitt namn efter henne. Fem år efter det att hon lämnat Vita huset gifte hon sig med en bankman från Baltimore, Henry E. Johnson.